# Бітумінозне вугілля

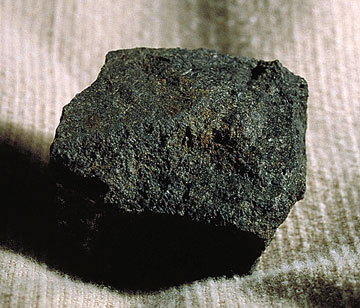
Бітумінозне вугілля

Бітумінозне вугілля — згідно з класифікацією вугілля США — клас вугілля з виходом летких речовин 14-35 %, вуглецю бл. 80 %, кисню бл. 10 %. Приблизно відповідає українським маркам коксівного вугілля Ж, К, П.
Має високу теплотворну здатність, має домішки сірки.